# 마쓰다이라 모리치카
마쓰다이라 모리치카(일본어: 松平守親, 생몰년 미상)는 센고쿠 시대에 활약한 무장으로, 다케노야 마쓰다이라 가의 초대 마쓰다이라 모리이에의 장남이다. 다케노야 마쓰다이라 가의 2대 당주가 된다. 뒤는 아들 지카요시(親善)가 이었다.
| 전임 마쓰다이라 모리이에 | 제2대 다케노야 마쓰다이라 가 당주 | 후임 마쓰다이라 지카요시 |